# Владимиров, Александр Семёнович
Алекса́ндр Семёнович Влади́миров (род. 11 июля 1946) —  советский и российский дипломат.

## Биография
Окончил МГИМО МИД СССР (1974). На дипломатической работе с 1974 года. Владеет румынским и английским языками.
- До 2000 года — советник-посланник Посольства России в Румынии.
- В 2000—2005 годах — заместитель директора Третьего Европейского департамента МИД России.
- 28 февраля 2005 по 16 января 2009 года — чрезвычайный и полномочный посол России на Сейшельских Островах[1][2].

С 2009 года — на пенсии.

## Дипломатический ранг
- Чрезвычайный и полномочный посланник 1 класса (17 декабря 2008)[3].